# Protestantische Solidarität Schweiz
Die Protestantische Solidarität Schweiz ist der Dachverband der protestantisch-kirchlichen Hilfsvereine der Schweiz. Letztere hatten sich in den 1840er Jahren gebildet, so 1844 der Protestantisch-Kirchliche Hilfsverein von Wilhelm Legrand.
Der Hauptzweck des Verbandes ist die finanzielle und ideelle Unterstützung von evangelisch-reformierten Kirchgemeinden in der Diaspora. Besonders der Unterhalt und der Bau von Gebäuden – Kirchen, Pfarrhäuser und Kirchgemeindehäuser – wird gefördert.
Hauptaktivität ist die jährlich gesamtschweizerisch erhobene Reformationskollekte.

## Weblink
- Offizielle Website